# Полярис (Монтана)
Полярис (англ. Polaris) — населенный пункт (со статусом невключённой общины) в округе Беверхэд, штат Монтана, Соединённые Штаты Америки.

## География
Полярис расположен к юго-западу от Национального леса США Биверхед, в 7 км севернее трассы 278, соединяющей Виздом и Диллон.

## Инфраструктура
ZIP-код Поляриса — 59746. Имеется школа.
Полярис привлекает туристов своей близостью к Национальному лесу Биверхед, а также природными минеральными источниками Elkhorn Hot Springs.
В Полярисе имеются несколько мотелей и отелей, в том числе Montana High Country Lodge и Grasshopper Inn. Отель Elkhorn Hot Springs предлагает посетителям бассейны с горячей водой из минеральных источников под открытым небом круглый год, греческую сауну, ресторан и бар. Предлагаются также прогулки на лошадях и катание на велосипедах. В зимнее время популярно катание на снегоходах.